# Composizioni di Kaikhosru Sorabji
Lista delle composizioni di Kaikhosru Shapurji Sorabji (1892-1988), ordinate per genere. Il seguente elenco delle opere è tratto dal libro Sorabji: una Celebrazione Critica di Paul Rapoport e dall'Archivio Sorabji. Molti dei manoscritti sono stati omessi, altri perduti. Le copie dei manoscritti originali e delle nuove edizioni sono disponibili presso l'Archivio Sorabji.

## Composizioni
Qui di seguito le composizioni: il numero rappresenta il numero della composizione nel catalogo KSS di Sorabji. La durata delle opere è espressa in minuti. Il numero delle pagine è quello del manoscritto originale e delle rispettive ristampe.

### Orchestra
| Sinfonie        |                                                                                |         |        |        |                                                                         |
| n°              | Titolo                                                                         | Anno    | Durata | Pagine | Note                                                                    |
| 030             | Sinfonia n.1 per pianoforte, organo, coro e grande orchestra                   | 1921-22 | 100    | 300    | Ancora ineseguita                                                       |
| 051             | Sinfonia n.2 per pianoforte, grande orchestra, organo, coro e sei voci soliste | 1930-31 | 320    | 333    | Ancora ineseguita                                                       |
| 072             | Sinfonia n.3 Jāmī                                                              | 1942-51 | 280    | 824    | Ancora ineseguita, nel suo organico sono presenti pianoforte e organo   |
| Poemi sinfonici |                                                                                |         |        |        |                                                                         |
| 015             | Chaleur — Poème                                                                | 1917    | 8      | 40     | Eseguita nel 1999                                                       |
| Opere Varie     |                                                                                |         |        |        |                                                                         |
| 034             | Opusculum                                                                      | 1923    | 13     | 36     | Ancora ineseguita                                                       |
| 084             | Messa Alta Sinfonica                                                           | 1955-61 | 320    | 1001   | Ancora ineseguita, gran lavoro per 8 solisti, 2 cori e grande orchestra |

### Pianoforte e Orchestra
| Concerti   |                                                        |         |        |        | |
| n°         | Titolo                                                 | Anno    | Durata | Pagine | Note |
| 006        | Concerto per pianoforte e orchestra n. 1               | 1915-16 | 45     | 177    | Ancora ineseguito                                                                                        |
| 014        | Concerto per pianoforte e orchestra n. 2               | 1917    | 35     | (49)   | Ancora ineseguito, la partitura originale è andata perduta, rimane solo la riduzione per due pianoforti. |
| 016        | Concerto per pianoforte e orchestra n. 3               | 1918    | 25     | 100    | Ancora ineseguito                                                                                        |
| 018        | Concerto per pianoforte e orchestra n. 4               | 1918    | 25     | 100    | Ancora ineseguito                                                                                        |
| 027        | Concerto per pianoforte e orchestra n. 5               | 1920    | 29     | 144    | Eseguita nel 2003                                                                                        |
| 032        | Concerto per pianoforte e orchestra n. 6               | 1922    | 30     | 144    | Ancora ineseguito                                                                                        |
| 038        | Concerto per pianoforte e orchestra n. 7 Sīmurgh-‘Anqā | 1924    | 45     | 177    | Ancora ineseguito                                                                                        |
| 045        | Concerto per pianoforte e orchestra n. 8               | 1927-28 | 50     | 344    | Ancora ineseguito                                                                                        |
| Pezzi vari |                                                        |         |        |        | |
| 078        | Variazioni sinfoniche per pianoforte e orchestra       | 1938-56 | 200    | 540    | Ancora ineseguito                                                                                        |
| 080        | Opus Clavisymphonicum                                  | 1957-59 | 50     | 333    | Ancora ineseguito, concerto per pianoforte e grande orchestra                                            |
| 094        | Opusculum clavisymphonicum                             | 1973-75 | 160    | 334    | Ancora ineseguito, piccola opera per Pianoforte e Orchestra                                              |

### Voce e Orchestra
| n°  | Titolo                                    | Anno | Durata | Pagine | Note                                                                           |
| --- | ----------------------------------------- | ---- | ------ | ------ | ------------------------------------------------------------------------------ |
| 022 | Musica da The Rider by Night              | 1919 | ??     | (54)   | Non restano che pochi frammenti di questa composizione, perciò è ineseguibile. |
| 036 | Cinque Sonetti di Michelangelo Buonarroti | 1923 | 12     | 40     | Eseguito nel 1980, piccolo pezzo per Baritono e piccola orchestra.             |

### Campane
| n°  | Titolo                                                  | Anno | Durata | Pagine | Note                                                                   |
| --- | ------------------------------------------------------- | ---- | ------ | ------ | ---------------------------------------------------------------------- |
| 082 | Suggestivo Corale Campanaro per il Carillon di San Luca | 1961 | 1      | 1      | Eseguito nella Chiesa di S. Luca a Germantown, Philadelphia, nel 1961. |

### Musica da Camera
| Quintetti  |                                                                      |         |        |        |                              |
| n°         | Titolo                                                               | Anno    | Durata | Pagine | Note                         |
| 026        | Quintetto per pianoforte n.1                                         | 1919-20 | 29     | 72     | Eseguito nel 1998 a New York |
| 054        | Quintetto per pianoforte n.2                                         | 1932-33 | 240    | 432    | Ancora ineseguito            |
| Pezzi vari |                                                                      |         |        |        |                              |
| 089        | Concertino non grosso per 4 violini, viola, violoncello e pianoforte | 1968    | 30     | 48     | Ancora ineseguito            |
| 099        | Il Tessuto d'Arabeschi per flauto e quartetto d'archi                | 1979    | 16     | 32     | Eseguito nel 1982.           |
| 103        | Fantasiettina Atematica                                              | 1981    | 2      | 2      | Eseguito nel 1995.           |

### Organo
| Sinfonie      |                                       |         |        |        |                               |
| n°            | Titolo                                | Anno    | Durata | Pagine | Note                          |
| 039           | Sinfonia per Organo n.1               | 1924    | 120    | 81     | Eseguito nel 1928 a Londra    |
| 053           | Sinfonia per Organo n.2               | 1929-32 | 400    | 350    | Eseguito nel 1994 a Warwick   |
| 073           | Sinfonia per Organo n.3               | 1949-53 | 400    | 305    | Ancora ineseguito             |
| Voce e Organo |                                       |         |        |        |                               |
| 091           | Benedizione di San Francesco d'Assisi | 1973    | 2      | 2      | Eseguito nel 1999 a Sewickley |

### Pianoforte
| Sonate                                 |                                                        |         |               |               |                                                                                   |
| n°                                     | Titolo                                                 | Anno    | Durata        | Pagine        | Note                                                                              |
| 009                                    | Piano Sonata "postuma"                                 | 1917    | 23            | 30            | Eseguito nel 2002 a New York                                                      |
| 020                                    | Piano Sonata n.1                                       | 1919    | 22            | 42            | Eseguito nel 1919 a Londra dal compositore stesso in presenza di Ferruccio Busoni |
| 028                                    | Piano Sonata n.2                                       | 1920    | 51            | 49            | Eseguito nel 1922 a Vienna dal compositore stesso                                 |
| 029                                    | Piano Sonata n.3                                       | 1922    | 83            | 76            | Eseguito nel 1977 a Londra                                                        |
| 048                                    | Piano Sonata n.4                                       | 1928-29 | 123           | 111           | Eseguito nel 1930 a Glasgow dal compositore stesso                                |
| 058                                    | Piano Sonata n.5 "Opus Archimagicum"                   | 1934-35 | 300           | 336           | Ancora ineseguito                                                                 |
| Sinfonie                               |                                                        |         |               |               |                                                                                   |
| 060                                    | Piano Sinfonia n.1 Tantrica                            | 1938-39 | 270           | 284           | Ancora ineseguito                                                                 |
| 075                                    | Piano Sinfonia n.2                                     | 1954    | 270           | 248           | Ancora ineseguito                                                                 |
| 081                                    | Piano Sinfonia n.3                                     | 1959-60 | 135           | 144           | Ancora ineseguito                                                                 |
| 085                                    | Piano Sinfonia n.4                                     | 1962-64 | 290           | 242           | Eseguito nel 2003 a Utrecht                                                       |
| 092                                    | Piano Sinfonia n.5 Symphonia brevis                    | 1973    | 140           | 120           | Eseguito nel 1996 a Londra                                                        |
| 095                                    | Piano Sinfonia n.6 Symphonia magna                     | 1975-76 | 240           | 270           | Ancora ineseguito                                                                 |
| Toccate                                |                                                        |         |               |               |                                                                                   |
| 023                                    | Toccata da due pezzi per pianoforte                    | 1920    | 4             | 12            | Eseguita nel 1976 a Londra                                                        |
| 046                                    | Toccata n.1                                            | 1928    | 75            | 66            | Eseguita nel 1992 a Londra                                                        |
| 049                                    | Toccatinetta sopra CGF                                 | 1929    | 8             | 8             | Eseguita nel 2001 a Londra                                                        |
| 057                                    | Toccata n.2                                            | 1933-34 | 130           | 111           | Eseguita nel 1936 a Glasgow dal compositore stesso                                |
| 076                                    | Toccata n.3                                            | (1955)  | ???           | ???           | Andata perduta                                                                    |
| 087                                    | Toccata n.4 (Toccata Quarta)                           | 1964-67 | 150           | 149           | Ancora ineseguita                                                                 |
| Opus Clavicembalisticum                |                                                        |         |               |               |                                                                                   |
| n°                                     | Titolo                                                 | Anno    | Durata totale | Pagine totali | Note                                                                              |
| 050                                    | Opus Clavicembalisticum                                | 1929-30 | 285           | 254           | Eseguita 1930 a Glasgow dal compositore stesso                                    |
| Opus Clavicembalisticum                |                                                        |         |               |               |                                                                                   |
| n°                                     | Titolo                                                 | Anno    | Durata        | Pagine        | Note                                                                              |
| 050                                    | I - Introito                                           | 1929-30 | 3             | 3             | Dalla performance di John Ogdon del 1989                                          |
| 050                                    | II - Preludio-Corale                                   | 1929-30 | 13            | 12            | Dalla performance di John Ogdon del 1989                                          |
| 050                                    | III - Fuga I quator vocibus                            | 1929-30 | 12            | 12            | Dalla performance di John Ogdon del 1989                                          |
| 050                                    | IV - Fantasia                                          | 1929-30 | 4             | 10            | Dalla performance di John Ogdon del 1989                                          |
| 050                                    | V - Fuga II duplex                                     | 1929-30 | 18            | 19            | Dalla performance di John Ogdon del 1989                                          |
| 050                                    | VI - Interludium primum (Thema cum XLIX variationibus) | 1929-30 | 58            | 40            | Dalla performance di John Ogdon del 1989                                          |
| 050                                    | VII - Cadenza I                                        | 1929-30 | 4             | 6             | Dalla performance di John Ogdon del 1989                                          |
| 050                                    | VIII - Fuga tertia triplex                             | 1929-30 | 45            | 33            | Dalla performance di John Ogdon del 1989                                          |
| 050                                    | IX - Interludium alterum                               | 1929-30 | 73            | 56            | Dalla performance di John Ogdon del 1989                                          |
| 050                                    | X - Cadenza II                                         | 1929-30 | 3             | 4             | Dalla performance di John Ogdon del 1989                                          |
| 050                                    | XI - Fuga IV quadruplex                                | 1929-30 | 43            | 43            | Dalla performance di John Ogdon del 1989                                          |
| 050                                    | XII - Coda-Stretta                                     | 1929-30 | 9             | 13            | Dalla performance di John Ogdon del 1989                                          |
| 100 Studi di Esecuzione Trascendentale |                                                        |         |               |               |                                                                                   |
| n°                                     | Titolo                                                 | Anno    | Durata totale | Pagine totali | Note                                                                              |
| 066                                    | Studi di Esecuzione Trascendentale                     | 1940-44 | 480           | 456           | Fino ad ora ne sono stati eseguiti 61 su 100                                      |
| Studi di Esecuzione Trascendentale     |                                                        |         |               |               |                                                                                   |
| n°                                     | Titolo                                                 | Anno    | Durata        | Pagine        | Note                                                                              |
| 066                                    | I - Mouvementé                                         | 1940-44 | 2             | ???           | Eseguito nel 1979 a Como                                                          |
| 066                                    | II - Vivace e leggiero                                 | 1940-44 | 1             | ???           | Eseguito nel 1995 a Newport                                                       |
| 066                                    | III - N/T                                              | 1940-44 | 4             | ???           | Eseguito nel 2000 a Milano                                                        |
| 066                                    | IV - Scriabinesco. Soave e con tenerezza nostalgica    | 1940-44 | 3             | ???           | Eseguito nel 1998 a Londra                                                        |
| 066                                    | V - Staccato e leggiero                                | 1940-44 | 1             | ???           | Eseguito nel 2002 a Stoccolma                                                     |
| 066                                    | VI - N/T                                               | 1940-44 | 2             | ???           | Eseguito nel 2002 a Williamstown                                                  |
| 066                                    | VII - Leggiero abbastanza                              | 1940-44 | 1             | ???           | Eseguito nel 1995 a Newport                                                       |
| 066                                    | VIII - N/T                                             | 1940-44 | 2             | ???           | Eseguito nel 2003 a Stoccolma                                                     |
| 066                                    | IX - Staccato e leggiero                               | 1940-44 | 1             | ???           | Eseguito nel 1997 a York                                                          |
| 066                                    | X - Con brio ed impeto — Volante                       | 1940-44 | 3             | ???           | Eseguito nel 1979 a Como                                                          |
| 066                                    | XI - Animato abbastanza                                | 1940-44 | 2             | ???           | Eseguito nel 2003 a Amburgo                                                       |
| 066                                    | XII - Leggieo quasi “saltando”                         | 1940-44 | 2             | ???           | Eseguito nel 1996 a Husum                                                         |
| 066                                    | XIII - N/T                                             | 1940-44 | 3             | ???           | Eseguito nel 2003 a Stoccolma                                                     |
| 066                                    | XIV - Tranquillamente soave                            | 1940-44 | 5             | ???           | Eseguito nel 2003 a Stoccolma                                                     |
| 066                                    | XV - N/T                                               | 1940-44 | 2             | ???           | Eseguito nel 1997 a York                                                          |
| 066                                    | XVI - N/T                                              | 1940-44 | 3             | ???           | Eseguito nel 1998 a Padova                                                        |
| 066                                    | XVII - Molto accentato                                 | 1940-44 | 2             | ???           | Eseguito nel 1999 a Empoli                                                        |
| 066                                    | XVIII - Liscio. Tranquillamente scorrevole             | 1940-44 | 5             | ???           | Eseguito nel 1999 a Empoli                                                        |
| 066                                    | XIX - Saltando e leggiero                              | 1940-44 | 2             | ???           | Eseguito nel 1996 a Londra                                                        |
| 066                                    | XX - Con fantasia                                      | 1940-44 | 5             | ???           | Eseguito nel 2003 a Yxtaholm                                                      |
| 066                                    | XXI - Con eleganza e disinvoltura                      | 1940-44 | 4             | ???           | Eseguito nel 2003 a Yxtaholm                                                      |
| 066                                    | XXII - Leggiero volante e presto assai                 | 1940-44 | 1             | ???           | Eseguito nel 2003 a Yxtaholm                                                      |
| 066                                    | XXIII - Dolcemente scorrevole                          | 1940-44 | 4             | ???           | Eseguito nel 2005 a Sandvika                                                      |
| 066                                    | XXIV - Con fantasia e grazia                           | 1940-44 | 5             | ???           | Eseguito nel 1979 a Como                                                          |
| 066                                    | XXV - Vivace e secco                                   | 1940-44 | 3             | ???           | Eseguito nel 2003 a Norrköping                                                    |
| 066                                    | XXVI - Dolcissimo                                      | 1940-44 | 8             | ???           | Eseguito nel 2003 a Norrköping                                                    |
| 066                                    | XXVII - Staccato e leggiero a capriccio                | 1940-44 | 3             | ???           | Non ancora eseguito                                                               |
| 066                                    | XXVIII - Leggiero e volante                            | 1940-44 | 2             | ???           | Eseguito nel 2003 ad Amburgo                                                      |
| 066                                    | XXIX - A capriccio. Leggiero                           | 1940-44 | 2             | ???           | Eseguito nel 2005 a Sandvika                                                      |
| 066                                    | XXX - Con fantasia                                     | 1940-44 | 4             | ???           | Eseguito nel 2005 a Sandvika                                                      |
| 066                                    | XXXI - Vivace assai                                    | 1940-44 | 3             | ???           | Eseguito nel 1995 a Newport                                                       |
| 066                                    | XXXII - Legato possibile, quasi dolce                  | 1940-44 | 2             | ???           | Eseguito nel 2003 ad Amburgo                                                      |
| 066                                    | XXXIII - Vivace e brioso                               | 1940-44 | 5             | ???           | Non ancora eseguito                                                               |
| 066                                    | XXXIV - Soave e dolce. Insinuante                      | 1940-44 | 3             | ???           | Eseguito nel 2003 ad Amburgo                                                      |
| 066                                    | XXXV - N/T                                             | 1940-44 | 2             | ???           | Eseguito nel 2003 a Falun                                                         |
| 066                                    | XXXVI - Mano sinistra sempre sola                      | 1940-44 | 5             | ???           | Eseguito nel 1999 a Treviso                                                       |
| 066                                    | XXXVII - Riflessioni. Moderato                         | 1940-44 | 4             | ???           | Eseguito nel 2003 a Norrköping                                                    |
| 066                                    | XXXVIII - Con fantasia                                 | 1940-44 | 4             | ???           | Non ancora eseguito                                                               |
| 066                                    | XXXIX - N/T                                            | 1940-44 | 3             | ???           | Non ancora eseguito                                                               |
| 066                                    | XL - Moderato                                          | 1940-44 | 5             | ???           | Eseguito nel 2003 ad Amburgo                                                      |
| 066                                    | XLI - N/T                                              | 1940-44 | 3             | ???           | Eseguito nel 2006 ad Amandola                                                     |
| 066                                    | XLII - Impetuoso e con fuoco ed energia                | 1940-44 | 3             | ???           | Non ancora eseguito                                                               |
| 066                                    | XLIII - N/T                                            | 1940-44 | 3             | ???           | Eseguito nel 2003 a Norrköping                                                    |
| 066                                    | XLIV - Ben cantato. Dolce e chiaro                     | 1940-44 | 15            | ???           | Eseguito nel 2003 a Norrköping                                                    |
| 066                                    | XLV - N/T                                              | 1940-44 | 1             | ???           | Non ancora eseguito                                                               |
| 066                                    | XLVI - N/T                                             | 1940-44 | 2             | ???           | Non ancora eseguito                                                               |
| 066                                    | XLVII - Leggiero e a capriccio                         | 1940-44 | 2             | ???           | Non ancora eseguito                                                               |
| 066                                    | XLVIII - Volante                                       | 1940-44 | 3             | ???           | Non ancora eseguito                                                               |
| 066                                    | XLIX - Vivace ma non troppo                            | 1940-44 | 2             | ???           | Eseguito nel 2003 ad Amburgo                                                      |
| 066                                    | L - Per il pedale 3                                    | 1940-44 | 4             | ???           | Eseguito nel 2003 ad Amburgo                                                      |

### Opere per pianoforte solo

#### Pezzi Vari
- Variazioni sinfoniche (1935-37)
- 100 Studi di Esecuzione Trascendentale in 4 volumi (1940-44)
- Concerto da suonare da me solo (e senza orchestra, per divertirsi) (1946)
- Sequentia cyclica super "Dies irae" ex Missa pro defunctis (1948–49)
- Quasi Habanera (1917)
- Désir éperdu (1917)
- Due pezzi (Nella serra, e Toccata)
- Fantaisie Espagnole
- Preludio, Interludio, e Fuga
- Trois Pastiches (Pastiches di Chopin, Bizet, Rimsky-Korsakoff)
- Rapsodie Espagnole (Trascrizione di Ravel il lavoro orchestrale)
- Le Jardin Parfumé (1923)
- Valse-Fantaisie (Hommage à Johann Strauss) (1925)
- Variazioni e Fuga sul "Dies Iræ" (1923-26)
- Frammento (Preludio e Fuga) (1926)
- Frammento per Harold Rutland (1926/28/37)
- Djami (1928)
- Passacaglia (incompiuta) (1929)
- Introduzione, Passacaglia, Cadenza, e Fuga (completata da Abercrombie nel 1929 la Passacaglia incompiuta)
- Sinfonia innumerata (lavoro destinato per pianoforte, orchestra, coro, soli) (1930-1931)
- Fantasia Ispanica (1933)
- Pasticcio Capriccioso (Chopin Pastiche) (1933)
- Quaere Reliqua Hujus Materiei in Secretiora (in base sulla storia "Il Conte Magno" di MR James)
- Gulistān de Sa'di ("Il Giardino delle Rose")
- St. Bertrand de Comminges: "He was laughing in the tower" (basato sulla storia "Canon Alberic's Scrap-book" di MR James)
- Preludio in mi bemolle (trascrizione da JS Bach)
- Schlußszene aus "Salome" (parafrasi del Concerto di Strauss)
- Un Nido di Scatole
- Passeggiata Veneziana (basata sulla "Barcarola" da "Les contes d'Hoffmann" di Offenbach)
- Rosario d'Arabeschi
- Fantasiettina sul nome illustre dell'egregio poeta Christopher Grieve ossia Hugh M'Diarmid
- 20 Frammenti Aforistici
- 104 Frammenti Aforistici (Sutra)
- Variazione Maliziosa e Perversa sopra “la Morte d'Åse” da Grieg
- 4 Frammenti Aforistici
- Notturno Sinfonico
- Il Grido del Gallino d'Oro (variazioni e fuga su un tema de "Le Coq d'Or"  di Rimsky-Korsakov)
- Villa Tasca
- Opus Secretum
- Passeggiata Variata
- 2 Sutra sul Nome dell'amico Alexis
- Passeggiata Arlecchinesca (sulla base del materiale dal "Rondò Arlecchinesco" di Ferruccio Busoni)
- Trascrizione dalla Luce della Tecnica del Clavicembalo per Piano Moderno della Fantasia Cromatica di JS Bach, seguito da una Fuga, oltre a una serie di altre trascrizioni.

### Voce e piano
- La Poplars (Ducic, tradotto Selver) (2 versioni)
- Chrysilla (de Régnier)
- Rose du Soir (Louÿs)
- L'Heure Exquise (Verlaine)
- Vocalise (2 versioni)
- Apparizione (Mallarmé)
- Hymne à Aphrodité (Tailhade) (2 versioni)
- L'Etang (Rollinat)
- Non ero Addolorata (I was not Sorrowful) (Dowson)
- Le Mauvais Jardinier (Gilkin) (incompleto)
- Trois Poèmes (Baudelaire e Verlaine)
- Arabesque (Shamsu'd-Dīn)
- Trois Fêtes Galantes (Verlaine)
- Trois Poèmes du "Gulistān" de Sa'dī (2 versioni)
- L'Irrémédiable (Baudelaire)
- Vocalise "Movimento"
- Tre Canzoni (Baudelaire e Verlaine)
- Frammento Cantato

## Elenco delle opere eseguite
Questo è l'elenco delle opere sopra elencate che sono note al pubblico o sono state trasmesse o registrate. Non vi sono informazioni sulle performance fino alla data di pubblicazione del libro Una Celebrazione critica, nel capitolo Un tessuto d'esecuzioni (nome in parallelo con il compositore del pezzo da camera Il tessuto d'Arabeschi (1979, per flauto e quartetto d'archi e dedicata "Alla memoria di Delius.")

### Opere orchestrali
- Due spettacoli di Chaleur hanno avuto luogo a Francoforte, nel 1999 e nel 2000.

### Opere per pianoforte e orchestra
- Concerto per pianoforte e orchestra n.5 (Pubblicato come II Concerto pour piano et orchestre nel 1923 da F. e B. Goodwin Ltd di Londra, scritto nel 1920. Prima mondiale a Utrecht nel marzo 2003, e trasmesso da Radio Hilversum, Paesi Bassi, nel maggio 2003, con la pianista Donna Amato)

### Musica da Camera
- Quintetto per pianoforte n.1 (esecuzione dal vivo, Chris Berg: pianoforte. Questo concerto conteneva anche la "première" della Seconda Sonata per Pianoforte)
- Il tessuto d'Arabeschi - eseguita nel maggio 1982 a Philadelphia.

### Opere per Organo solista
- Sinfonia per Organo n.1, eseguita da Kevin Bowyer e Thomas Trotter nel 1987. Registrato da Kevin Bowyer per Continuum Records (1001/2, uscito nel 1988.)
- Sinfonia per Organo n.2,  primo movimento eseguito nel 1994 da Kevin Bowyer. L'intero lavoro avrà la sua prima esecuzione completa (di oltre 7 ore) nel giugno 2009 a Glasgow.

### Opere per pianoforte solista

#### Sonate
- Piano Sonata n.1, prima mondiale suonata da Sorabji stesso, nel 1920, registrata da Marc-André Hamelin nel 1990 per l'etichetta Altarus.
- Piano Sonata n.2, prima mondiale suonata dallo stesso Sorabji nel 1922, registrato dal Tellef Johnson per l'etichetta Altarus nel 1999.
- Piano Sonata n.3, prima mondiale di Yonty Solomon nel 1977.
- Piano Sonata n.4, prima assoluta di Sorabji stesso nel 1930, registrata da Jonathan Powell per Altarus nel 2004.

#### Sinfonie
- Piano Sinfonia n.4, première di Reinier van Houdt a Utrecht nel marzo 2003 ed eseguito più volte in Canada nel 2003
- Symphonia Brevis (Sinfonia Breve), prima assoluta nella città di New York, 2004 suonata da Donna Amato

#### Toccate
- Toccata per pianoforte n.1, registrata da Jonathan Powell per Altarus nel 2003.
- Toccata per pianoforte n.2, prima assoluta di Sorabji nel 1936.

#### Opus Clavicembalisticum
Prima mondiale di Sorabji nel 1930. Data la seconda performance completa nel 1982 da Geoffrey Douglas Madge, che l'ha eseguito più volte. Una successiva prestazioni a Chicago è stata pubblicata su una serie di CD BRI (etichetta svedese). Madge ha anche eseguito il pezzo a Montréal, Bonn, Parigi e Berlino. Nel frattempo, ha preso la decisione di non eseguire più il pezzo. Altarus ha anche pubblicato una registrazione di John Ogdon. Il pezzo è stato eseguito sei volte di Madge, quattro volte da Jonathan Powell, due volte da John Ogdon e una volta di Daan Vanderwalle.

#### Studi d'esecuzione trascendentali
Le esecuzioni individuali di questi (ed i singoli numeri della sua serie di variazioni sinfonica) sono stati eseguiti in concerti (ad esempio, al Newport Festival) e su registrazioni. La casa discografica BRI hanno annunciato che la serie completa verrà registrata dal pianista Fredrik Ullén; il primo volume con i primi 25 studi è stato pubblicato nel 2006.

#### Altre opere per Pianoforte
Michael Habermann ha registrato molte opere brevi negli anni '80 per l'etichetta MusicMasters, così come un CD per Elan e un CD di trascrizioni per SIB. Registrazioni passate sono state ripubblicate dal British Music Society. Donna Amato ha anche registrato diverse opere più brevi, tutte pubblicate dalla casa discografica Altarus. Altarus ha pubblicato anche altri lavori più brevi, con registrazioni di Yonty Solomon, Carlo Grante, Charles Hopkins, e Jonathan Powell, e la casa discografica ha un certo numero di altre registrazioni di cui è prevista la pubblicazione.

### Canzoni
- Le Canzoni per soprano di Sorabji sono state registrate da Elizabeth Farnum (soprano) e Margaret Kampmeier (pianoforte) per Centaur.